# Immunoglobulina D

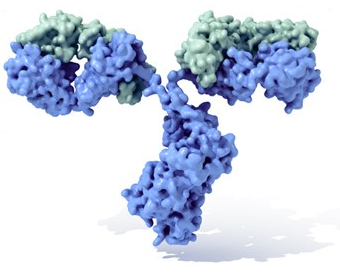
Model d'una molècula d'immunoglobulina

La immunoglobulina D o IgD és un dels cinc isotips d'immunoglobulina presents en l'organisme humà que està present en quantitats petites, 0-1% de les immunoglobulines, i té un pes de 185000 Daltons. No és secretada pels plasmòcits. Es coneix per ser el major component de la superfície de moltes cèl·lules B en etapes de maduració. La seva presència sobre les cèl·lules B serveix com a marcador de diferenciació, i pot servir per controlar l'activació i supressió dels limfòcits. La IgD no es troba de manera soluble en el plasma sanguini.
Està present en la superfície de la major part de limfòcits B circulants, indicant que les cèl·lules B verges estan llestes per entrar en contacte amb l'antigen. La IgD es perd durant l'estimulació antigènica, les cèl·lules memòria han perdut aquesta immunoglobulina. La IgD és una proteïna funcional important, però el seu paper no és molt conegut, se suggereix que és un receptor antigènic de membrana, que conduirà a la diferenciació limfocitària i també que és un lligam pels receptors d'IgD en la immunoregulació de les cèl·lules T 'helper'. És molt susceptible a la proteòlisi. La IgD representa menys de l'1% del total d'immunoglobulines plasmàtiques - la concentració en sèrum depèn de l'edat i de l'herència genètica. En sèrum de pacients amb el mieloma IgD es troben concentracions d'IgD molt elevades.